# Émile Paumier
Pour les articles homonymes, voir Paumier (homonymie).
Émile Louis Albert Paumier, né le 8 juin 1891 à Paris 16e et mort le 18 octobre 1979 à Paris 16e, est un aviateur et ingénieur aéronautique français.

## Biographie

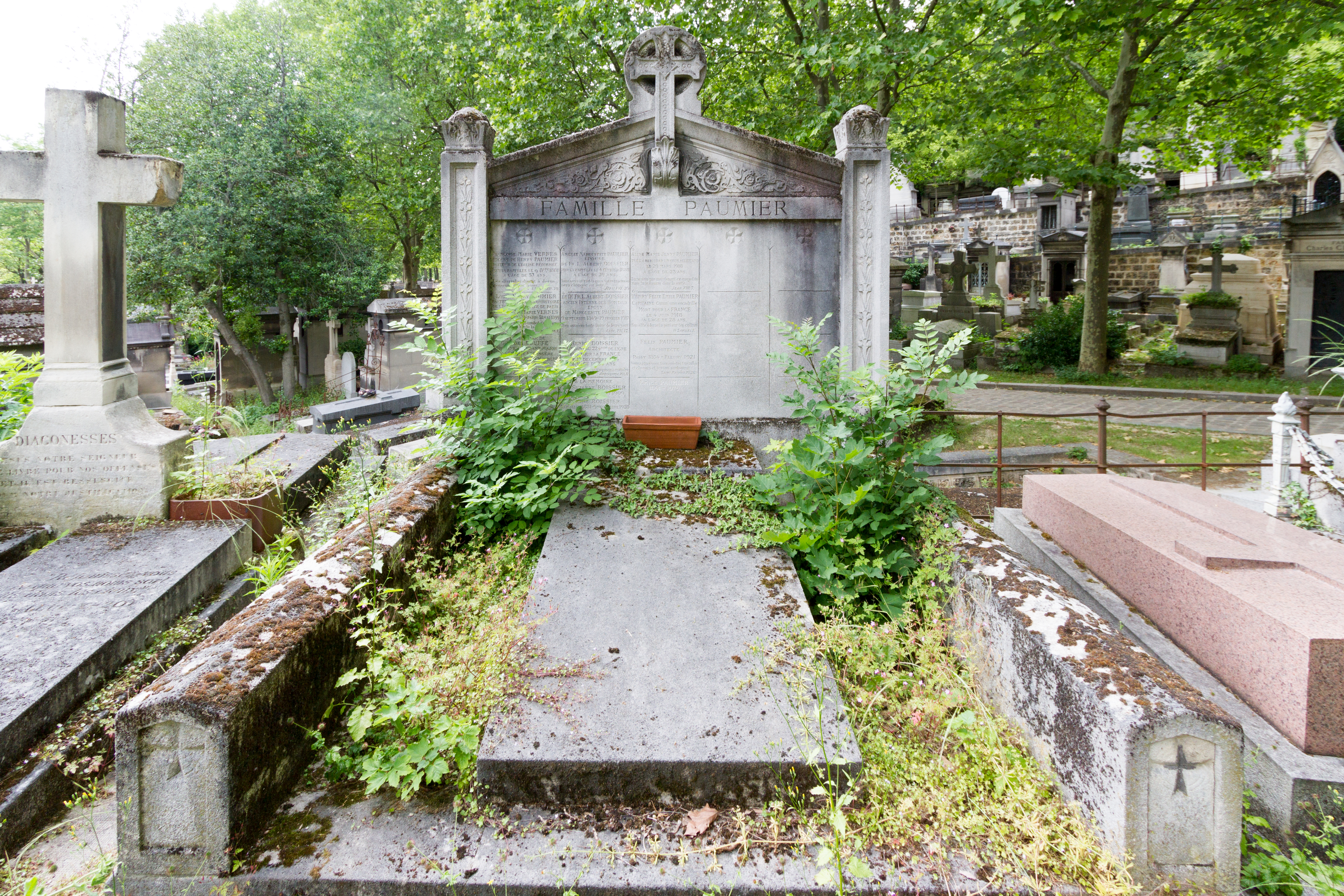
Sépulture au cimetière du Père-Lachaise.

Il est enterré au cimetière du Père-Lachaise (34e division).

## Distinctions
- Croix de guerre 1914-1918[2]
- Une citation à l'ordre du régiment en décembre 1915[2].
- Trois citations à l'ordre de l'armée en mai 1915, août 1917 et décembre 1917[2].